# Friesach

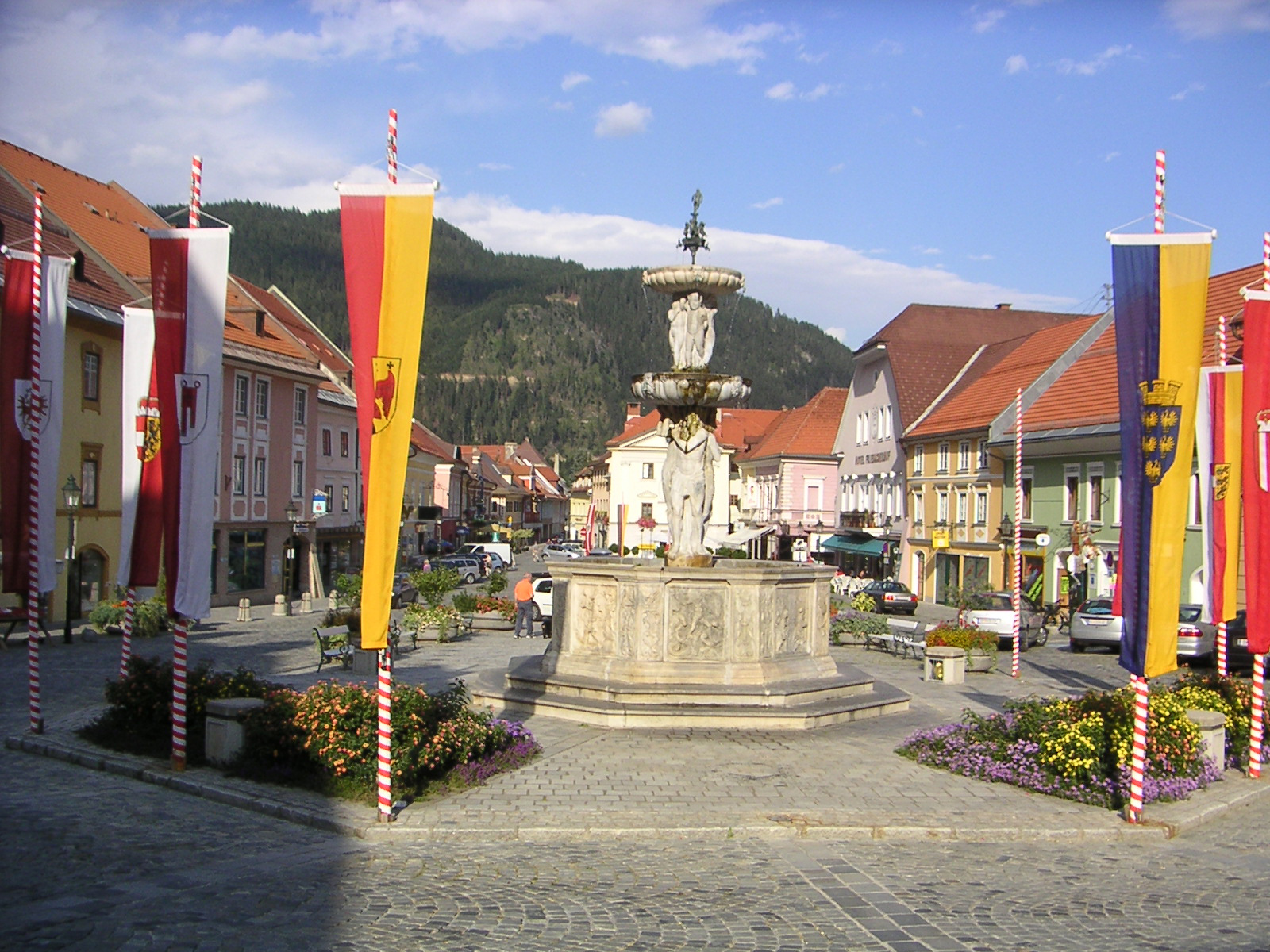
Zentrum mit Stadtbrunnen

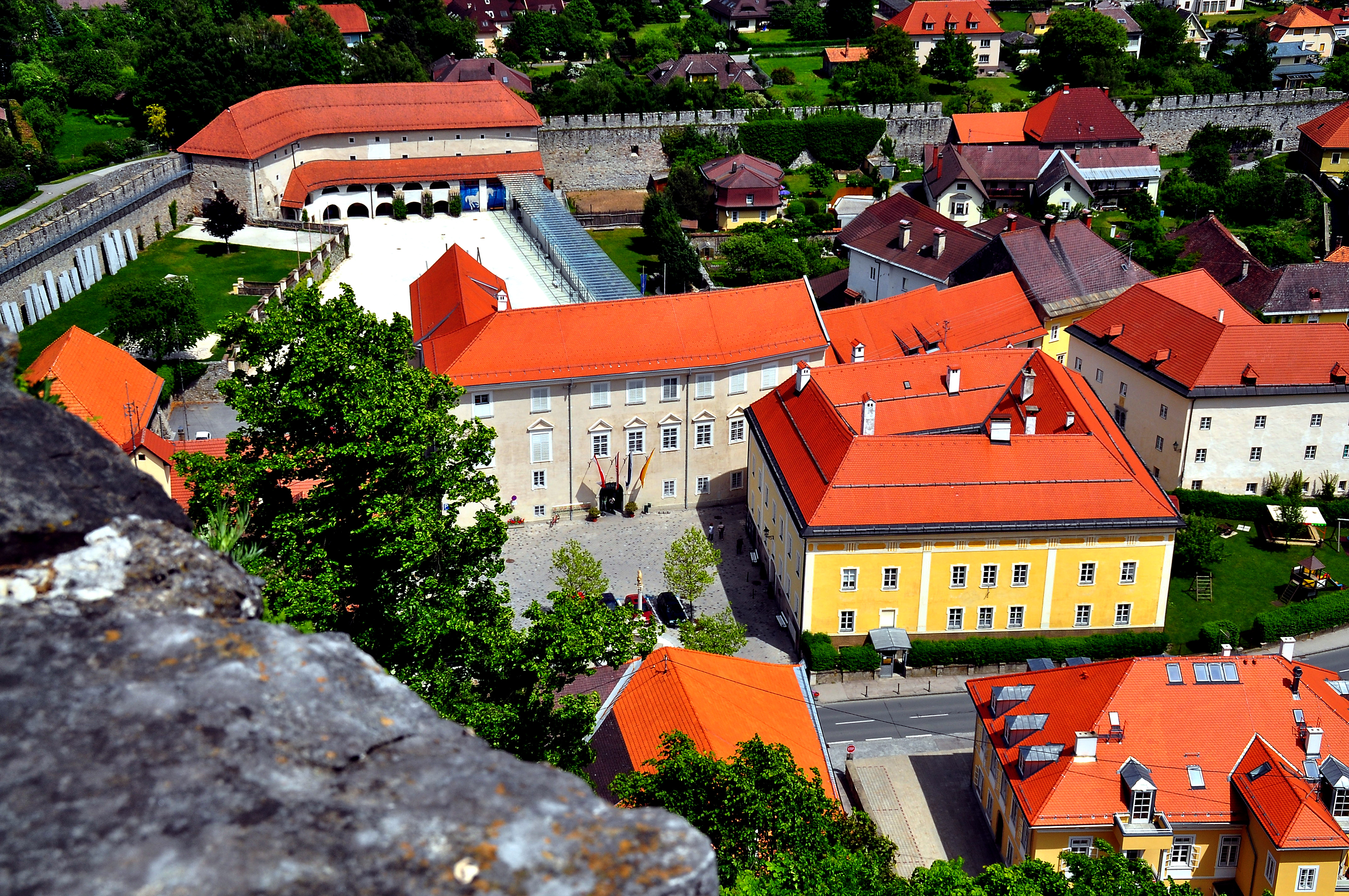
Fürstenhof und Getreidekasten

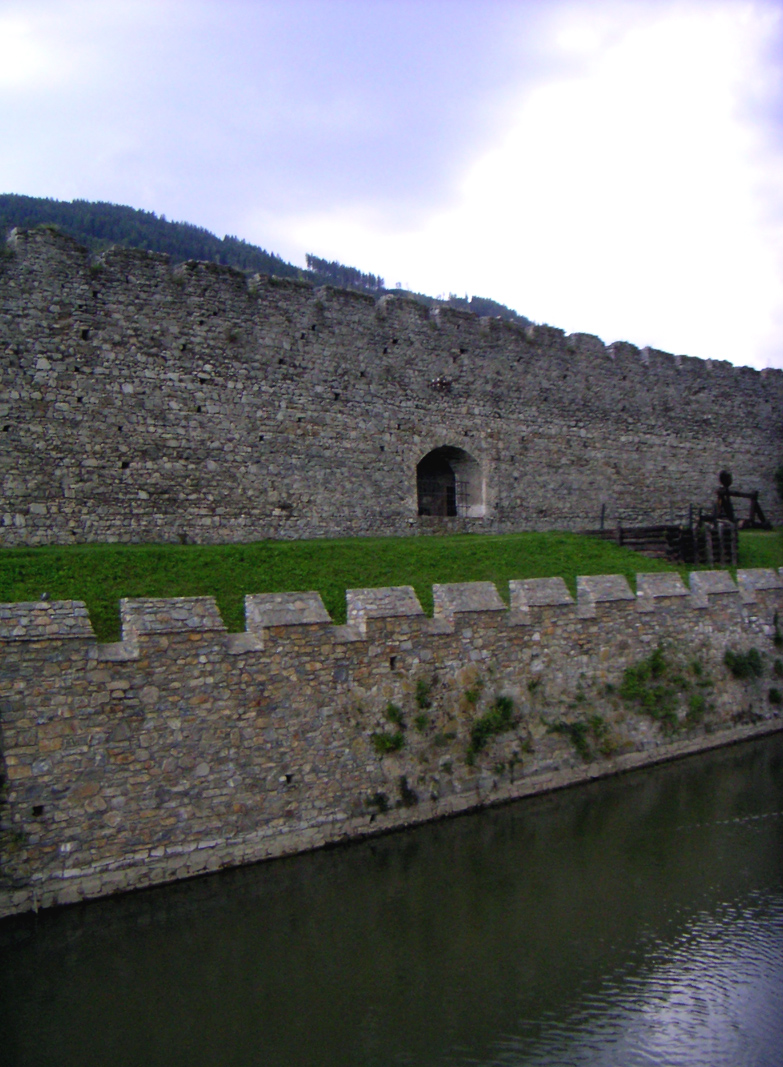
Stadtgraben mit Zinnenringmauer aus dem 13. Jahrhundert

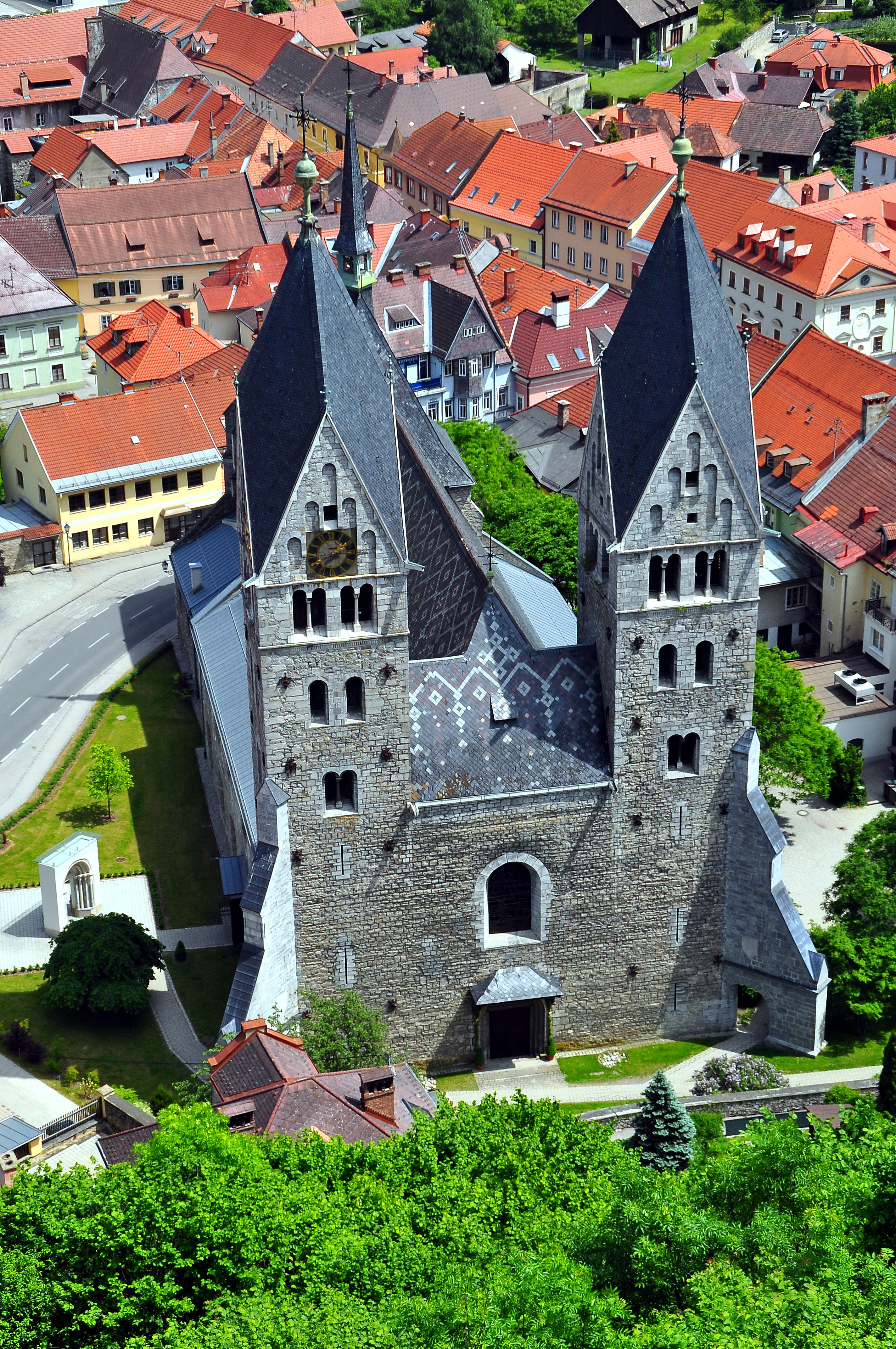
Stadtpfarrkirche Heiliger Barthlmä

Friesach (Frühmittelalter-slowenisch Breže) ist eine Stadtgemeinde mit 4883 Einwohnern (Stand 1. Jänner 2024) im Norden Kärntens. Sie ist für ihre gut erhaltenen mittelalterlichen Bauwerke wie die Stadtbefestigung samt wasserführendem Stadtgraben, bekannt.

## Geographie
Die Gemeinde liegt im Norden des Bezirks St. Veit an der Glan. Sie umfasst Teile des Metnitztals und des Friesacher Felds, der Metnitzer Alpen, des Mödringbergzugs und des Guttaringer Berglands. Im Gemeindegebiet mündet die Olsa in die Metnitz. Der Gemeindehauptort liegt an der Friesacher Straße und an der Rudolfsbahn.

### Stadtgliederung

#### Katastralgemeinden
Friesach ist in drei Katastralgemeinden gegliedert:
- Katastralgemeinde Friesach
- Katastralgemeinde St. Salvator
- Katastralgemeinde Zeltschach

#### Ortschaften
Die Gemeinde umfasst folgende 43 Ortschaften (in Klammern Einwohnerzahl Stand 1. Jänner 2024):
- Dobritsch (13)
- Dörfl (12)
- Engelsdorf (371)
- Friesach (Breže) (1944)
- Gaisberg (75)
- Grafendorf (244)
- Guldendorf (4)
- Gundersdorf (5)
- Gunzenberg (9)
- Gwerz (50)
- Harold (16)
- Hartmannsdorf (11)
- Hundsdorf (4)
- Ingolsthal (90)
- Judendorf (69)
- Kräuping (13)
- Leimersberg (11)
- Mayerhofen (11)
- Moserwinkl (22)
- Oberdorf I (22)
- Oberdorf II (13)
- Olsa (467)
- Pabenberg (43)
- Reisenberg (24)
- Roßbach (49)
- St. Johann (128)
- St. Salvator (523)
- St. Stefan (82)
- Sattelbogen (11)
- Schratzbach (31)
- Schwall (43)
- Silbermann (16)
- Staudachhof (39)
- Stegsdorf (14)
- Timrian (11)
- Wagendorf (7)
- Wels (5)
- Wiegen (9)
- Wiesen (11)
- Zeltschach (Selče[1]) (196)
- Zeltschachberg (18)
- Zienitzen (131)
- Zmuck (16)

#### Zählsprengel
Für statistische Zwecke ist das Gemeindegebiet in sieben Zählsprengel unterteilt:
- 000 Friesach-Altstadt: Zentrum der Ortschaft Friesach.
- 001 Altstadt-Umgebung-Süd: Südteil der Ortschaft Friesach.
- 002 Olsa-Grafendorf: die Ortschaften Olsa, Grafendorf, wenige Häuser von Friesach.
- 003 St.Salvator-Zentrum: das Zentrum der ehemaligen Gemeinde St. Salvator, also die Ortschaften St. Salvator, St. Johann, Wels, Mayerhofen (teilweise).
- 004 St.Salvator-Umgebung: die Peripherie der ehemaligen Gemeinde St. Salvator, also die Ortschaften Engelsdorf (kleiner Teil), Guldendorf, Gunzenberg, Gwerz, Hundsdorf, Ingolsthal, Judendorf (teilweise), Leimersberg, Mayerhofen (teilweise), Moserwinkl, Oberdorf I, Reisenberg, Roßbach, Schratzbach, St. Stefan, Staudachhof, Stegsdorf, Timrian, Wiesen, Zienitzen, Zmuck.
- 005 Zeltschach: das Gebiet der ehemaligen Gemeinde Zeltschach, also die Ortschaften Dobritsch, Gaisberg, Gundersdorf, Harold, Hartmannsdorf, Judendorf (teilweise), Kräuping, Oberdorf II, Pabenberg, Sattelbogen, Schwall, Silbermann, Wagendorf, Wiegen, Zeltschach, Zeltschachberg.
- 007 Altstadt-Umg.-N-Engelsd: nördlicher Teil der Ortschaft Friesach, Großteil der Ortschaft Engelsdorf; Dörfl.

### Nachbargemeinden
| Murau (MU) | Sankt Lambrecht (MU) Neumarkt in der Steiermark (MU) | Mühlen (MU)          |
| Metnitz    | Kompassrose, die auf Nachbargemeinden zeigt          | Hüttenberg Guttaring |
|            | Straßburg                                            | Micheldorf           |

### Klima
Die folgende Klimatabelle bezieht sich auf den Gemeindehauptort, der auf einer Höhe von 630 m liegt. Da das Siedlungsgebiet in der Gemeinde bis auf über 1300 m Seehöhe liegt, sind diese Daten nicht für das gesamte Gemeindegebiet aussagekräftig.
|                        | Jan  | Feb  | Mär  | Apr  | Mai  | Jun  | Jul  | Aug  | Sep  | Okt  | Nov  | Dez  |   |      |
| Mittl. Temperatur (°C) | −3,2 | −0,9 | 3,2  | 7,6  | 12,6 | 15,8 | 17,8 | 17,2 | 12,9 | 8,1  | 2,3  | −1,8 | ⌀ | 7,7  |
| Mittl. Tagesmax. (°C)  | 1,7  | 4,8  | 9,5  | 14,1 | 19,4 | 22,5 | 24,7 | 24,0 | 19,4 | 14,0 | 6,8  | 2,1  | ⌀ | 13,6 |
| Mittl. Tagesmin. (°C)  | −7,3 | −5,5 | −1,6 | 2,3  | 7,0  | 10,1 | 11,9 | 11,8 | 8,0  | 3,9  | −1,1 | −5,3 | ⌀ | 2,9  |
|                        |      |      |      |      |      |      |      |      |      |      |      |      |   |      |
| Niederschlag (mm)      | 20   | 20   | 34   | 43   | 79   | 108  | 121  | 125  | 78   | 68   | 54   | 30   | Σ | 780  |
|                        |      |      |      |      |      |      |      |      |      |      |      |      |   |      |
| Luftfeuchtigkeit (%)   | 60,6 | 48,2 | 43,8 | 42,2 | 43,6 | 44,3 | 43,6 | 46,2 | 49,1 | 55,7 | 63,5 | 67,2 | ⌀ | 50,7 |

| −7,3 |

| −5,5 |

| −1,6 |

| 2,3 |

| 7,0 |

| 10,1 |

| 11,9 |

| 11,8 |

| 8,0 |

| 3,9 |

| −1,1 |

| −5,3 |

| −7,3 |

| −5,5 |

| −1,6 |

| 2,3 |

| 7,0 |

| 10,1 |

| 11,9 |

| 11,8 |

| 8,0 |

| 3,9 |

| −1,1 |

| −5,3 |

## Geschichte
Silber- und Eisenfunde aus der La-Tène- und der Römerzeit im heutigen Gemeindegebiet weisen darauf hin, dass das Gebiet, das die Stadt heute einnimmt, schon früh besiedelt wurde. Die römische Reichsstraße Via Julia Augusta führte mitten durch die heutige Stadt: Sie verlief von Zwischenwässern bis nach Wildbad Einöd in etwa entlang der heutigen Trasse der B 317.

### Mittelalter und Frühe Neuzeit
Von der Besiedlung der Region im späten 6. Jahrhundert durch die Slawen zeugen zahlreiche Orts- und Flussnamen; auch Friesach ist vom slawischen Breže (Ort bei den Birken) abgeleitet. Der Unterwerfung der Karantanerslawen um 740 folgte eine Besiedlung durch Bajuwaren, die insbesondere über den Neumarkter Sattel nach Kärnten gelangten. In und um Friesach entstand eine Reihe von Wirtschaftshöfen. Im Jahr 860 übereignete Ludwig der Deutsche mehrere Güter dem Salzburger Erzbischof Adalwin, unter anderem den Hof ad Friesah (vor Friesach), was als älteste urkundliche Erwähnung des Ortes gilt.
Südöstlich dieses Hofes gründete Graf Wilhelm zwischen 1016 und 1028 aufgrund eines von König Konrad II. verliehenen Privilegs einen Markt. Nach zwischenzeitlichen Schwierigkeiten (zwischen 1124 und 1130 wurde der Markt wieder aufgegeben) stieg er durch seine günstige Lage an einer der Haupthandelsrouten zwischen Wien und Venedig zu einem wichtigen Handelszentrum auf. Der Ort war ein Hauptstapelplatz im Italienverkehr. So wurde der Markt im Jahre 1215 zur Stadt erhoben. Seine Blütezeit erlebte Friesach unter Erzbischof Eberhard II. (1200–1246) und entwickelte sich zur zweitgrößten Stadt des Erzstiftes Salzburg und zur wichtigsten Stadt des heutigen Kärnten. Die Erzbischöfe prägten erstmals 1130 den Friesacher Pfennig, der über zwei Jahrhunderte überregionales Zahlungsmittel bis nach Ostungarn blieb. Das in der Münze verwendete Silber wurde zum Teil im nahen Zeltschach gefördert.
Friesach war nicht nur ein wirtschaftliches, sondern auch ein religiöses Zentrum dieser Zeit. So ließen sich die Salzburger Erzbischöfe eine Residenz in Friesach bauen und auch zahlreiche kirchliche Orden siedelten sich an. Ende des 13. Jahrhunderts wurde die Stadt als Folge von Auseinandersetzungen der Salzburger Erzbischöfe mit den Habsburgern und mit Böhmen innerhalb weniger Jahrzehnte dreimal erobert, geplündert und durch Brandschatzung zerstört. Am 20. März 1292 wurde durch den Vergleich von Friesach in der Friesacher Burg der Aufstand des Landsberger Bundes gegen Herzog Albrecht I. vorläufig beendet, nachdem die Stadt davor von den Truppen Albrechts gestürmt und eingeäschert worden war.
1803 kam das Erzbistum Salzburg im Zuge der Koalitionskriege unter Napoleon in Bedrängnis und verlor seine Besitzungen im Süden der Tauern - dazu gehörte im Rahmen des Reichsdeputationshauptschlusses auch Friesach. Damit geriet Friesach unter die Herrschaft des Habsburger Kaiserreichs und wurde als Kameralstadt bezüglich seiner Verwaltung und Finanzen zentralstaatlich gelenkt. Die Friesacher wurden somit auch Kärntner. 
Danach verlor die Stadt allmählich an Bedeutung und konnte an die wirtschaftliche und kulturelle Blütezeit während des Mittelalters nicht mehr anknüpfen.

### 19. Jahrhundert
Seit sich Friesach 1850 als politische Gemeinde konstituiert hatte, wurde sie in ihrem Umfang mehrfach verändert. Vom ursprünglichen Gemeindegebiet spalteten sich die Katastralgemeinde Töscheldorf (1873) sowie die Ortsgemeinden Zeltschach (1890) und Micheldorf (1892) ab. Anlässlich der Gemeindestrukturreform wurden 1973 die bis dahin eigenständigen Ortsgemeinden St. Salvator, Zeltschach und Micheldorf eingemeindet, letztere verselbständigte sich 1992 wieder.
Im Zuge des aufkommenden Sommerfrischetourismus in Kärnten wurde im Jahr 1881 in Friesach ein Verschönerungsverein gegründet, der unter anderem das Ziel hatte, „die Zerstörung von Ruinen und Verschleppung von Alterthümern hintanzuhalten“. Entlang der Bahnhofstraße wurde ein Gehsteig gebaut, die in der Stadt verstreuten Römer- und Judensteine wurden gesammelt, Parkbänke, Tische und Hinweistafeln aufgestellt, am Stadtplatz und bei den Ruinen für eine „bengalische Beleuchtung“ gesorgt. Anfang der 1890er Jahre entstand ein Schwimmbad, das im Jahr 1900 vom Verein übernommen wurde, weitere Sportangebote folgten mit der Anlage von Tennisplätzen und der Organisation von Ausflügen durch den Radfahrverein. Damit wurden in Friesach in dieser Zeit wichtige Grundlagen der touristischen Infrastruktur geschaffen.

### 21. Jahrhundert
Die Kärntner Landesausstellung des Jahres 2001 unter dem Motto Schauplatz Mittelalter zeigte als zentrales Thema die Stadt im Mittelalter, was nachhaltige Impulse für den Tourismus bewirken sollte. Im Mai 2009 wurde eine Baustelle für ein Burgbauprojekt nach dem Vorbild von Guédelon auf einem Hügel im Süden der Stadt feierlich eröffnet. Dieses Projekt sollte zeigen, wie mit mittelalterlichen Arbeitsmethoden eine Burg erbaut werden könnte. 2011 wurde die Projektorganisation allerdings tiefgreifend geändert, der begonnene Bergfried aus statischen Gründen gesprengt und die Anlage mit mehr touristischem Schwerpunkt weitergeführt.

### Staatsbürgerschaft, Religion
Friesach hatte zum Zeitpunkt der Volkszählung 2001 5462 Einwohner, davon sind 96,2 % österreichische Staatsbürger. 89,8 % der Bevölkerung bekennen sich zur römisch-katholischen Kirche, 2,6 % zur evangelischen Kirche und 1,5 % zum Islam. Die Zeugen Jehovas haben einen Königreichssaal in Friesach. 4,8 % der Bevölkerung sind ohne religiöses Bekenntnis.

## Wirtschaft und Infrastruktur

### Ansässige Unternehmen
Friesach verfügt über klein- und mittelständische Unternehmen der metallverarbeitenden und Textilindustrie. Das Deutsch-Ordens-Krankenhaus und Einrichtungen der Kärntner Caritas wie das Hemma-Haus weisen auf die Bedeutung des sozialen Dienstleistungsbereichs hin. Das Stadtgebiet ist geprägt von einer Vielzahl kleiner, am Tourismus orientierter Betriebe.

### Verkehr
Die Friesacher Straße (B 317) verläuft in nord-südlicher Richtung durch das Gemeindegebiet und verbindet Friesach mit der 45 km entfernten Landeshauptstadt im Süden sowie der Steiermark im Norden. Von ihr zweigt nördlich der Stadt eine Landesstraße in Richtung Westen ab, die durch das Metnitztal führt.
Der Bahnhof Friesach liegt am Teilstück St. Michael–St. Veit/Glan der Rudolfsbahn.
Etwa 3 km südlich des Gemeindezentrums liegt der Flugplatz Friesach/Hirt. Etwa 4 km nordwestlich des Gemeindezentrums liegt der Flugplatz Mayerhofen bei Friesach.

### Bildung und Soziales
- Kindergarten: In der Stadtgemeinde Friesach gibt es zwei Kindergruppen und einen Pfarrkindergarten.[9][10]
- Schulen: Für die schulische Ausbildung der Jugend sorgen die Volksschulen in Friesach und St. Salvator sowie die Neue Mittelschule.[11]
- Gesundheit: Für die Gesundheitsversorgung der Bevölkerung stehen mehrere Ärzte der Allgemeinmedizin sowie Fachärzte zur Verfügung. In Friesach gibt es eine Apotheke und ein vom Deutschen Orden betriebenes Krankenhaus.[12][13]
- Pflege: Der Kärntner Caritasverband betreibt ein im Stadtzentrum gelegenes Pflegeheim.[14]

## Kultur und Sehenswürdigkeiten

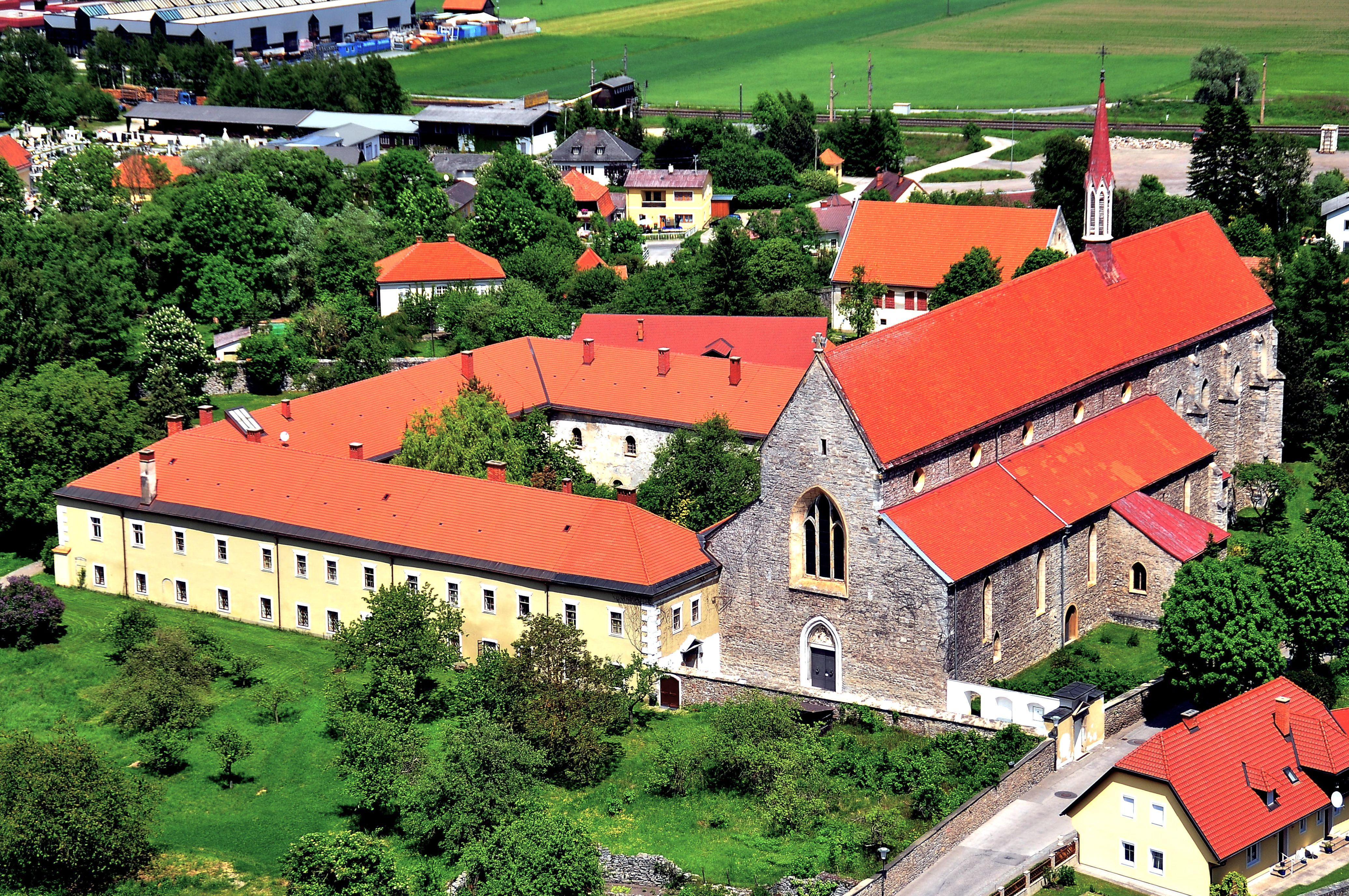
Dominikanerkirche und Dominikanerkloster

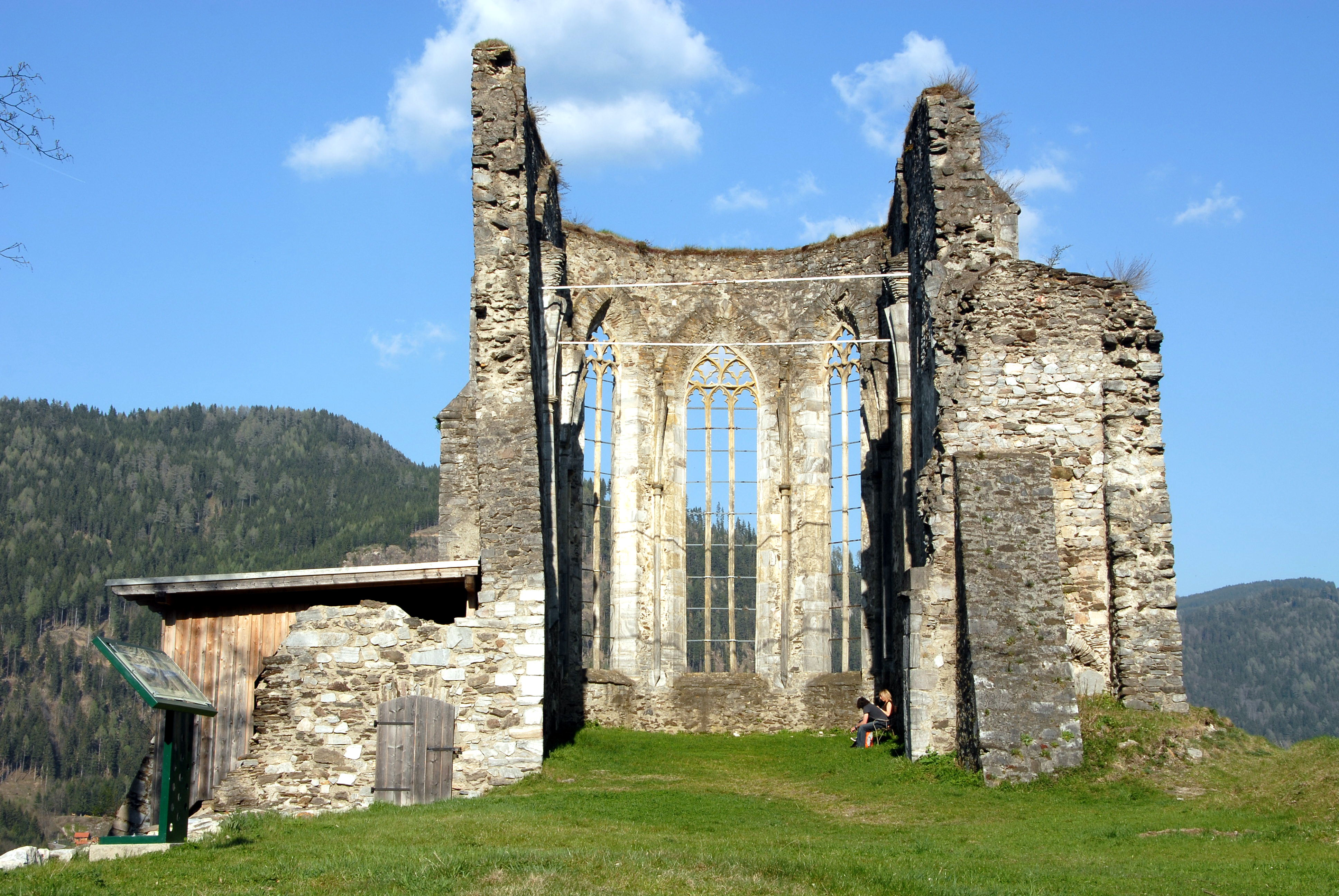
Kirchenruine Virgilienberg

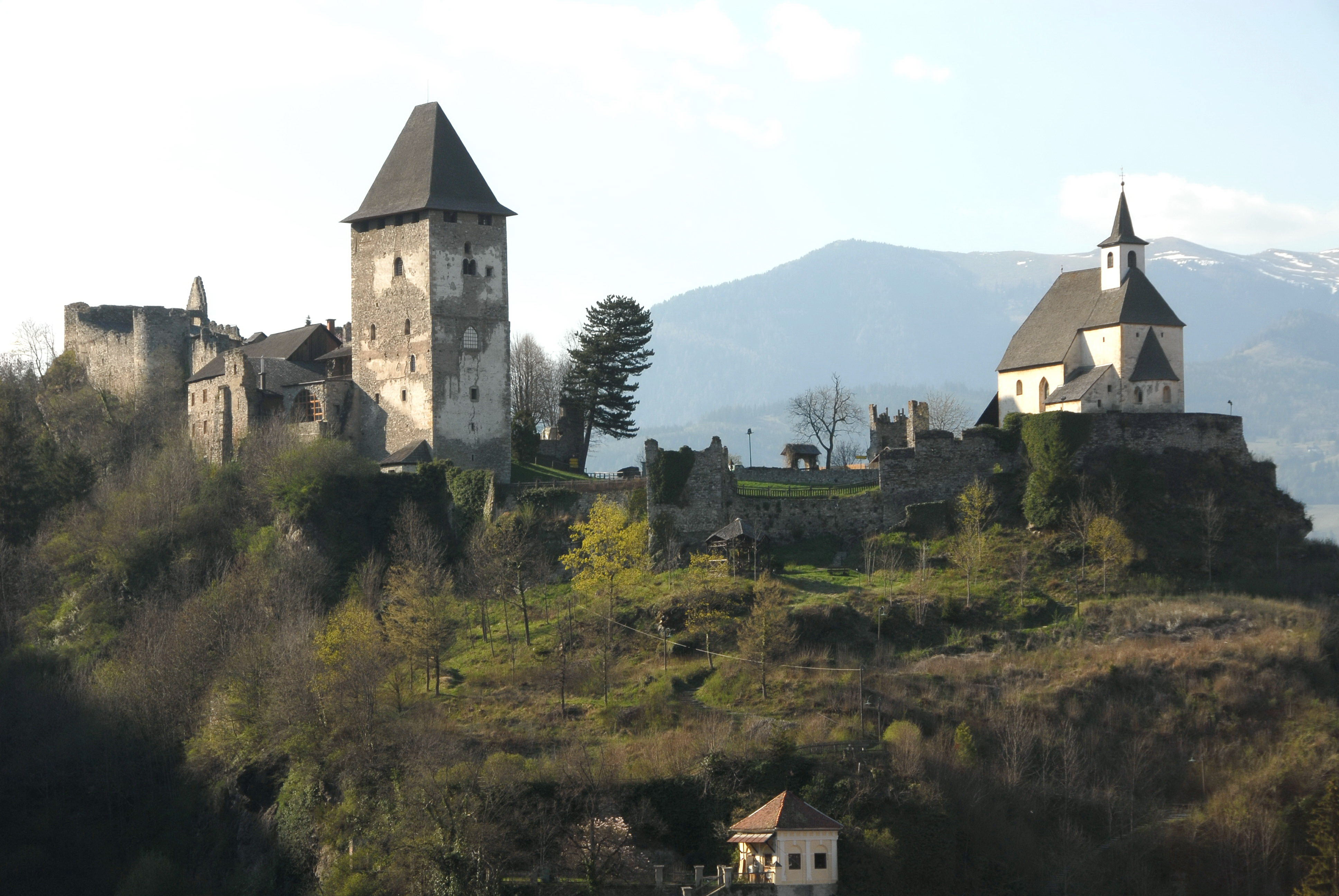
Burgruine Petersberg und Peterskirche

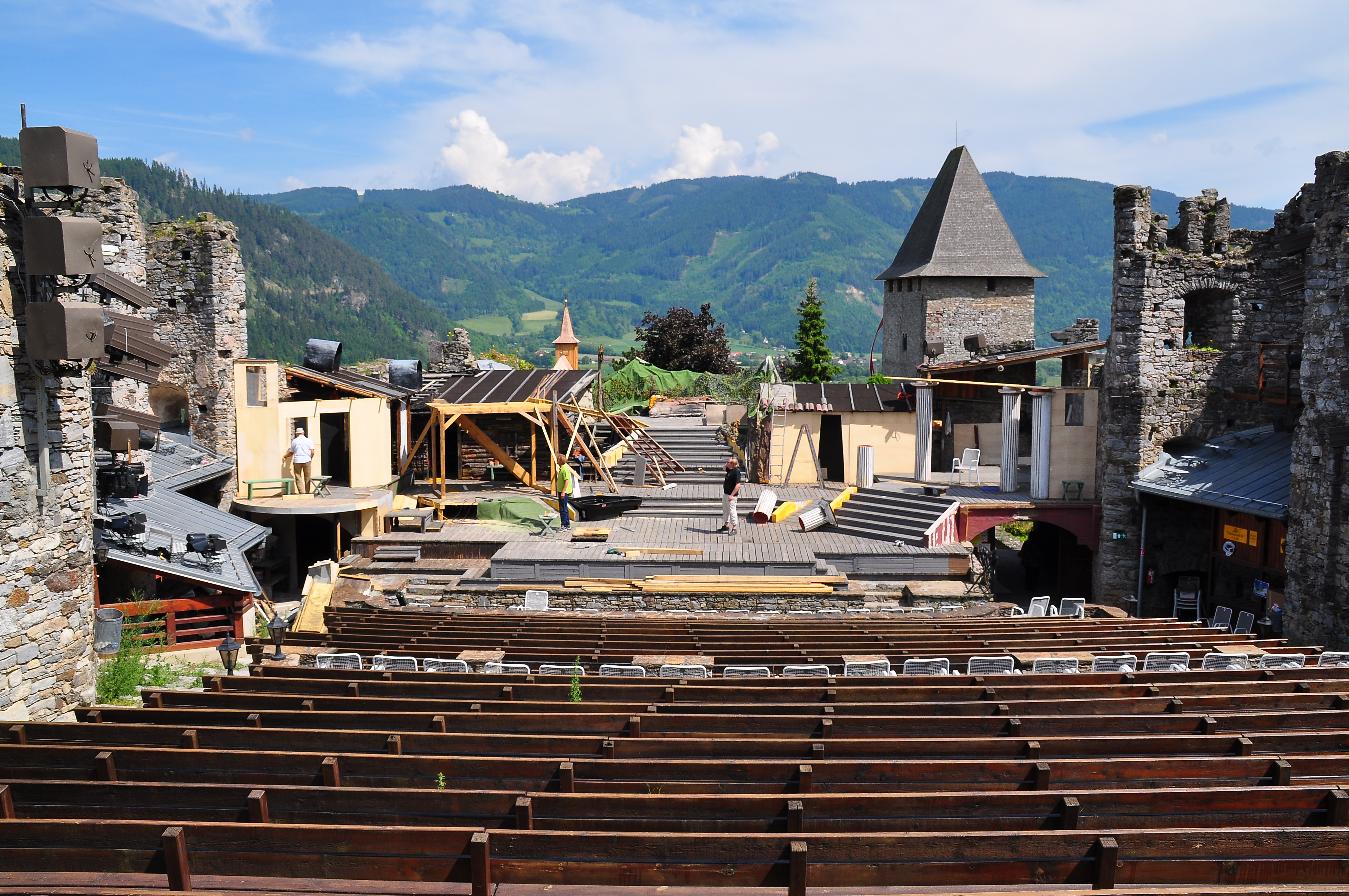
Bühnenaufbau im Burghof

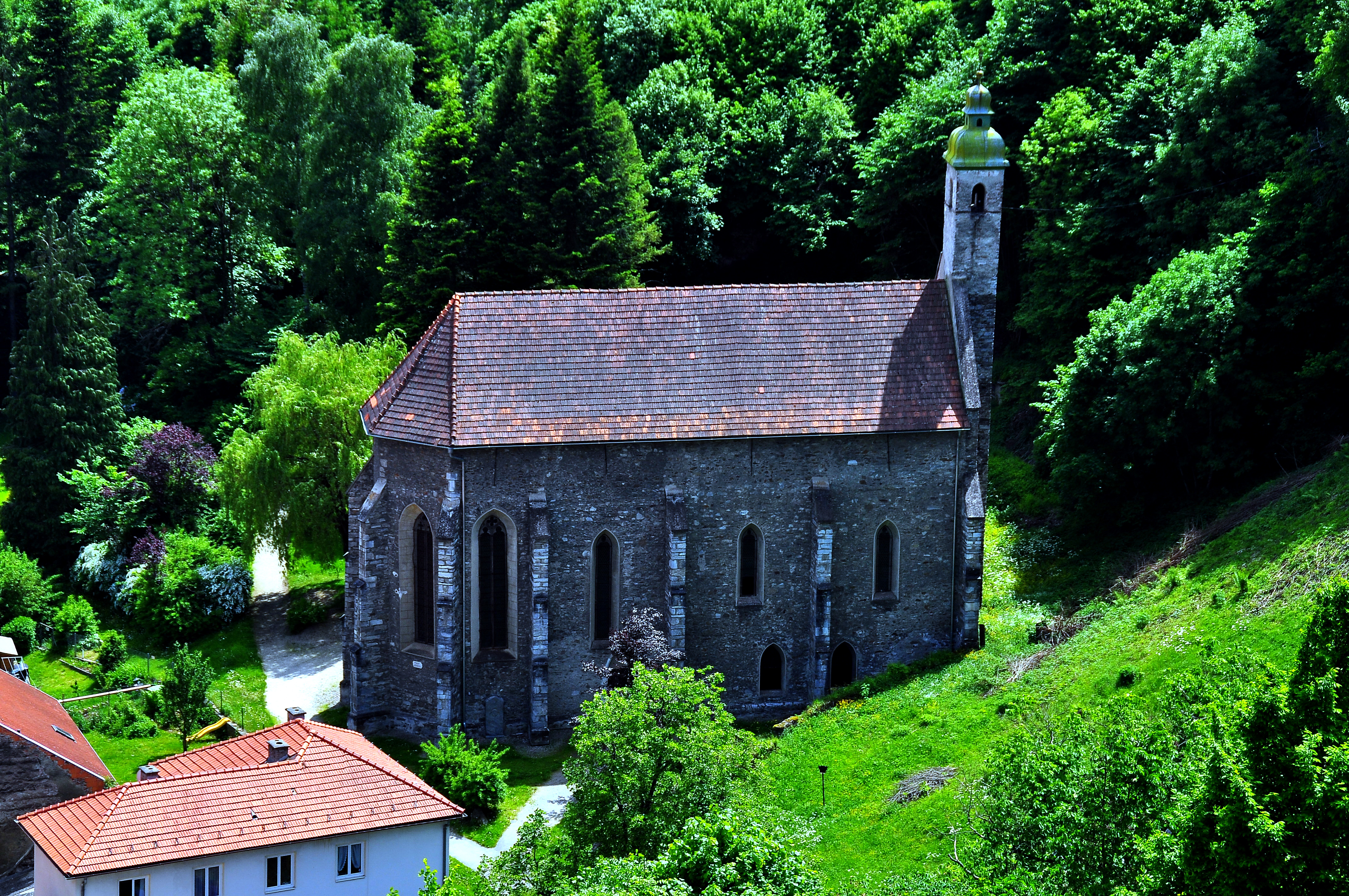
Heiligblutkirche

Siehe auch: Denkmalgeschützte Objekte in Friesach (Kärnten) (führt zu drei Denkmallisten der einzelnen Katastralgemeinden)

### Bauwerke
- Burg Petersberg mit 28 m hohem Bergfried
- Stadtbefestigung Friesach
- Burg Geiersberg
- Burg Lavant
- Fürstenhof Friesach mit historischem Getreidespeicher
- Pfarrkirche Friesach
- Deutschordenskirche
- Dominikanerkirche und Kloster der Dominikaner
- Stadtbrunnen Friesach
- Kirchenruine Virgilienberg
- Heiligblutkirche Friesach (Seminarkirche)
- Filialkirche St. Peter

### Haager Konvention
Die Altstadt von Friesach ist nach der Haager Konvention zum Schutz von Kulturgut bei bewaffneten Konflikten geschützt.

### Theater
- Friesacher Burghofspiele (seit 1950, zeitweise als „Friesacher Sommerspiele“)

### Museen
- Stadtmuseum am Petersberg
- Erlebnis Burgbau Friesach
- Porsche-Museum St. Salvator
- Wachszieher & Lebzelter Museum

### Chöre
- Burgenchor Friesach
- MGV Friesach
- Regenbogenchor Zeltschach
- Sängerrunde St. Salvator
- MGV Ingolsthal
- Grenzchor

### Musik
- Musikschule Friesach
- Stadtkapelle Friesach
- Kulturforum Friesach

## Politik

### Stadtrat und Bürgermeister
Der Stadtrat (Stadtregierung) besteht aus sechs Mitgliedern. Direkt gewählter Bürgermeister ist Josef Kronlechner (SPÖ).

### Gemeinderat
Der Gemeinderat besteht aus 23 Mitgliedern.
- Nach der Gemeinderatswahl 2015 setzte er sich wie folgt zusammen: 12 SPÖ, 5 ÖVP, 5 FPÖ und 1 BFF (Bürgerforum Friesach).[17]
- Nach der Gemeinderatswahl 2021 setzt er sich wie folgt zusammen: 12 SPÖ, 5 FPÖ, 4 ÖVP und 2 LMS.[18]

### Partnerstädte
- Cormòns, Italien
- Bad Griesbach i. Rottal, Deutschland

### Wappen
| Wappen von Friesach | Blasonierung: „In Rot eine ein Fünfeck bildende Stadtbefestigung, die nach unten zu einem doppelpfortigen Torgebäude mit knopfbekröntem Zeltdach spitz zuläuft, rechts und links je einen ebenso gedeckten Turm umschließt und oben von einem durch zwei kleine Zinnentürmchen flankierten großen Zinnenturm überragt wird.“ |
| Wappen von Friesach | Wappenbegründung: Das Wappen von Friesach beruht auf dem ältesten erhaltenen Siegel an einer Urkunde aus dem Jahr 1265. Es zeigt in stark stilisierter Form die Friesacher Stadtbefestigung mit dem Olsator in der Mitte, dem Neumarkter und St. Veiter Tor an den Seiten, sowie den Rotturm hinten.                         |

Die Fahne von Friesach ist rot-weiß mit eingearbeitetem Wappen.

## Panorama

Panoramaansicht die Stadtpfarrkirche St. Bartholomäus und den Friesacher Hauptplatz vom Petersberg, 2018

## Persönlichkeiten

### Ehrenbürger der Gemeinde
- Franz Schiffer, Propst
- 1890: Eduard Gaston Pöttickh von Pettenegg für die Errichtung des Deutsch-Ordensspitals
- 1894: Franz Kornke, Stadtpfarrer
- 1896: Max Ritter von Grabmayr, Bezirkshauptmann
- 1902: Paul Grueber, Oberbaurat, für Verdienste um bauliche Entwicklung
- Johann Hödl, Bürgermeisterstellvertreter
- 1924: Josef Pernegger, Bürgermeister
- 1927: August Jaksch von Wartenhorst (1859–1932), Historiker[20]
- 1927: Arnold Luschin von Ebengreuth (1841–1932), Rechtshistoriker und Numismatiker[21]
- 1934: Kurt Schuschnigg, diktatorischer Bundeskanzler
- 1934: Ernst Rüdiger Starhemberg, Heimwehrführer
- 1934: Michael Paulitsch, Geistlicher, Journalist, Politiker, für seine Verdienste um den Straßenbau
- 1937: Otto von Habsburg

### Söhne und Töchter der Gemeinde
- Karl von Friesach († 1260), Bischof von Lavant
- Almerich Grafendorfer (* vor 1251; † 1267), Bischof von Lavant
- Gerold von Friesach († 1333), Bischof von Gurk
- Sigmund Bleibtreu (1819–1894), Hofburgschauspieler, Vater von Hedwig Bleibtreu[22]
- Hubert Hauser (1856–1913), Kaufmann, Gründer des Stadtverschönerungsvereins
- Marius Kaiser (1877–1969), Hygieniker
- Georg Pranckh (* 1952), Politiker (FPÖ) und Landwirt
- Peter Moser (* 1959), Montanwissenschaftler
- Klaus Hubert Auer (* 1962), Politiker (ÖVP) und Förster
- Gernot Krapinger (* 1962), Jurist und Altphilologe
- Nik P. (bürgerlich Nikolaus Presnik, * 1962), Schlagersänger und -komponist
- Hermann Jantschgi (* 1964), Gastwirt und Politiker (FPÖ)
- Josef Bucher (* 1965), Politiker (BZÖ)
- Eva Brunner (* 1966), Film- und Theaterschauspielerin
- Axel Kassegger (* 1966), Politiker (FPÖ) und Unternehmer
- Michael Fleischhacker (* 1969), Journalist und Fernsehmoderator
- Andreas Thierry (* 1970), rechtsextremer Politiker und Journalist
- Gerda Hofstätter (* 1971), Poolbillardspielerin
- Gert Prohaska (* 1976), Eishockeyspieler
- Michael Pink (* 1977), Schauspieler, Sänger und Synchronsprecher
- Robert Notsch (* 1979), Schauspieler, Regisseur und Bühnenbildner
- Josef Ofner (* 1979), Politiker (FPÖ)
- Willi Gabalier (* 1981), Tänzer
- Claudia Six (* 1982), bildende Künstlerin
- Robert Stadlober (* 1982), Schauspieler, Synchronsprecher, Musiker und Sänger
- Miriam H. Auer (* 1983), Schriftstellerin und Dozentin für Anglistik und Amerikanistik
- Andreas Gabalier (* 1984), Sänger
- Jürgen Säumel (* 1984), Fußballspieler und -trainer
- Anja Stadlober (* 1984), Schauspielerin und Synchronsprecherin
- Michael Reiner (* 1985), Politiker (FPÖ)
- Nicole Schmidhofer (* 1989), Skirennläuferin
- Kilian Berger (* 1990), Musicaldarsteller und Schauspieler
- Christian Ilić (* 1996), Fußballspieler

### Mit der Gemeinde verbundene Persönlichkeiten
- Heinz Gärtner (1922–2019), Politiker (SPÖ) und Volksschuldirektor
- Christopher Hinterhuber (* 1973 in Klagenfurt, aufgewachsen in Friesach), Pianist
- Emilie von Kalchberg (1796–1877), Erzieherin und Schriftstellerin
- Adi Peichl (1945–2020), Schauspieler und Regisseur
- John Wray (Schriftsteller) (* 1971), Schriftsteller